# Burnley
Burnley est une ville du Lancashire, en Angleterre, située à une trentaine de kilomètres de Manchester. Elle compte environ 78 000 habitants.
Burnley a conservé un secteur manufacturier solide et entretient des liens économiques importants avec les villes de Manchester et Leeds, ainsi qu'avec les villes voisines le long du corridor de la M65.
En 2013, Burnley a reçu le prix Entreprising Britain pour avoir été la zone la plus dynamique du Royaume-Uni. Pour la première fois en plus de cinquante ans, un service de train fonctionne directement entre la gare ferroviaire de Manchester Road et la gare Victoria de Manchester, via le Todmorden Curve récemment restauré qui a ouvert ses portes en mai 2015.
La ville héberge le club de football du Burnley FC.

## Géographie
Le Brun est la rivière qui traverse Burnley.
La ville est située dans un cadre naturel de trois vallées au confluent de la rivière Brun et de la rivière Calder. Elle est entourée de champs ouverts qui s'étendent dans des landes sauvages à des altitudes plus élevées. De grands parcs se trouvent dans la ville : Towneley Park, le parc aux cerfs près de Towneley Hall du XVe siècle, le Queens Park qui accueille une saison estivale de concerts chaque année et Thompson Park qui possède un lac de plaisance et de chemin de fer miniature.
Le point de repère RIBA primé Panopticon Singing Ringing Tree, surplombant la ville depuis les collines à Crown Point, a été installé en 2006.
À l'ouest de Burnley se trouvent les villes de Padiham, Accrington et Blackburn, avec Nelson et Colne vers le nord.
Au nord-ouest de la ville se trouve l'imposant Pendle Hill, la maison de la sorcière Pendl, dont le sommet est à 557 m d'altitude.
À l'est de la ville se trouvent les collines de Pennines du Sud, et au sud, la forêt de Rossendale.
Le Pennine Way passe à l'est de Burnley, le Mary Towneley Loop, une partie de la piste cavalière Pennines et le Burnley Way offrent aux coureurs et marcheurs des itinéraires à travers la campagne des alentours.
Le canal Leeds-Liverpool traverse la ville. Il est aujourd'hui considéré comme l'une des sept merveilles des voies navigables.

## Toponymie
Le nom de la localité viendrait de Brun Lea signifiant « prairie à côté de la rivière Brun ».

## Histoire

### Préhistoire
Les origines de Burnley remontent à la Préhistoire comme le prouvent les silex datés de l'âge de pierre retrouvés aux alentours de la ville.
Des outils en silex et des armes ont été mis au jour dans les landes voisines ainsi que de nombreux tumuli, cercles de pierre, et quelques forts de colline (Castercliff date d'environ 600 avant J-C). Les ruelles modernes Back Lane, Sump Hall Lane et Noggarth Road suivent globalement le tracé d'un classique ridgeway allant d'est en ouest au nord de la ville, ce qui suggère que la région était peuplée à la Préhistoire et probablement contrôlée par les Brigantes.

### Époque romaine
Des découvertes de pièces indiquent une présence romaine, mais aucune preuve n'a été trouvée dans la ville. Gorple Road (passant à l'est de Worsthorne) semble suivre le tracé d'une route romaine qui peut avoir traversé le centre actuel de la ville, sur le chemin du fort à Ribchester. Les terrassements à proximité du camp de Ring Stones (53° 47′ 35″ N, 2° 10′ 26″ O), Twist Castle (53° 48′ 00″ N, 2° 10′ 16″ O) et Beadle Hill (53° 48′ 11″ N, 2° 10′ 08″ O) seraient d'origine romaine mais peu d'études archéologiques ont été publiées.

### Temps modernes
Dans la deuxième moitié du XVIIIe siècle, la fabrication du coton a commencé à remplacer celle de la laine. Les usines les plus anciennes de Burnley datent du milieu du XVIIIe siècle.
En 1866, la ville est devenue le plus grand producteur de tissu en coton dans le monde. Le XVIIIe siècle a également vu le développement rapide de l'extraction du charbon pour faire face à une demande domestique locale.
Burnley est constituée en arrondissement municipal en 1861. En vertu de la Loi sur le gouvernement local de 1888, elle devient un bourg de la préfecture du Lancashire. Mais à partir d'une population de plus de 100 000 habitants en 1911, la population de la ville régresse, reflétant la baisse d'activité de ses industries traditionnelles du textile, des mines et de l'ingénierie.

### Première Guerre mondiale
Plus de 4 000 hommes de Burnley ont été tués pendant la Première Guerre mondiale, soit environ 15% de la population masculine en âge de travailler.
Connus sous le nom de Burnley Pals, 250 volontaires constituent la compagnie Z du 11e Battalion, l'East Lancashire Regiment. Ce bataillon est devenu célèbre sous le nom des Accrington Pals.
La Croix de Victoria a été décernée à deux soldats de la ville, Hugh Colvin et Thomas Whitham. Une troisième est attribuée à un résident (et seul fils du chef de police) Alfred Victor Smith.
En 1926, un monument aux morts a été érigé à Towneley Park, financé par Caleb Thornber, ancien maire et échevin de l'arrondissement pour assurer la commémoration du sacrifice.
L'école d'art locale a créé des pages de vélin avec les noms des victimes inscrits. Celles-ci ont été présentées dans un carrousel tournant à Towneley Hall pour que les visiteurs puissent les voir. Seulement 2 000 noms ont été inscrits, moins de la moitié du nombre des victimes réelles.

### Seconde Guerre mondiale
Durant la Seconde Guerre mondiale, Burnley échappe aux bombardements ennemis principalement parce qu'elle se trouve aux limites d'intervention des avions allemands et proche de cibles plus intéressantes à Manchester. Lucas Industries édifie une usine de l'ombre produisant une grande variété de composants électriques pour l'effort de guerre.
L'unité est notamment impliquée dans les tentatives de Rover et de Rolls-Royce pour produire le moteur à réaction de Frank Whittle, le W.2 (Rolls-Royce Welland) à Barnoldswick.

### Après-guerre
La reine effectue une visite officielle de la ville en été 1961, marquant le 100e anniversaire du statut d'arrondissement de Burnley.
En vertu de la Loi du gouvernement local du comté de 1972, le statut d'arrondissement de Burnley est aboli. La ville constitue alors, avec les régions voisines, le district non-métropolitain de Burnley.
Burnley perd les parties significatives de sa base traditionnelle industrielle au cours des vingt dernières années.
En juin 2001, la ville suscite l'attention nationale après une série d'affrontements issus de la tension raciale entre les communautés blanches et immigrées.

## Administration

### Politique locale
La ville de Burnley est détenue par les démocrates libéraux depuis 2008.
Le conseil d'arrondissement de Burnley est gouverné depuis 2008 par le Parti libéral-démocrate, dirigé par Gordon Birtwistle. Le maire - un poste de cérémonie, qui tourne chaque année - est actuellement Ida Carmichael (conservateur). L'arrondissement est composé de 15 salles, dont 12 - Banque Hall, Briercliffe, Brunshaw, charbon Clough avec Deerplay, Daneshouse avec Stoneyholme, Gannow, Lanehead, Queensgate, Rosegrove avec Lowerhouse, Rosehill avec Burnley bois, Trinity, et Whittlefield avec Ightenhill - relèvent la ville elle-même.
Le Lancashire County Council a été contrôlé par les travaillistes à partir de 1981 jusqu'à ce que le Parti conservateur en prenne le contrôle lors des élections locales en juin 2009.
L'arrondissement est représenté au Conseil en 6 divisions : Burnley du Centre-Est, du Centre-Ouest Burnley, Burnley Nord-Est, Burnley en milieu rural, Burnley Sud-Ouest, et Padiham & Burnley Ouest.
En 2009, les libéraux démocrates ont remporté cinq des six sièges de comté, le British National Party n'est représenté que par un seul conseiller.

### Politique nationale
Le député de la ville de Burnley est Gordon Birtwistle. Il succède à la députée travailliste Kitty Ussher.

## Lieux et monuments

### Canal Leeds-Liverpool
Le long du canal se trouvent des sites notables.

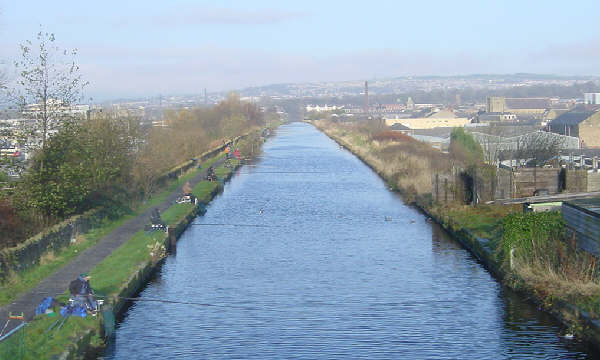
Le Straight Mile.

Long de 1 120 m et jusqu'à 18,25 m de hauteur de haut, le remblai, connu sous le nom de the Straight Mile, a été construit entre 1796 et 1801 (avant l'invention de la pelle à vapeur), pour éviter la construction d'écluses. Il est considéré comme l'une des sept merveilles originales des voies navigables britanniques.
L'aqueduc autoroutier de Whittlefield, beaucoup plus récent (1980), est supposé le premier aqueduc de ce type, construit au-dessus d'une autoroute au Royaume-Uni.

### Triangle des tisserands
Le Triangle des tisserands (Weavers' Triangle) est une zone à l'ouest du centre-ville de Burnley, composée principalement de bâtiments industriels du XIXe siècle, regroupés autour du canal de Leeds à Liverpool. La zone présente un intérêt historique significatif car les filatures de coton et les bâtiments associés reflètent le développement social et économique de la ville et de son industrie du tissage. Depuis les années 1980, la zone fait l'objet d'importants efforts de réaménagement.

### Singing Ringing Tree

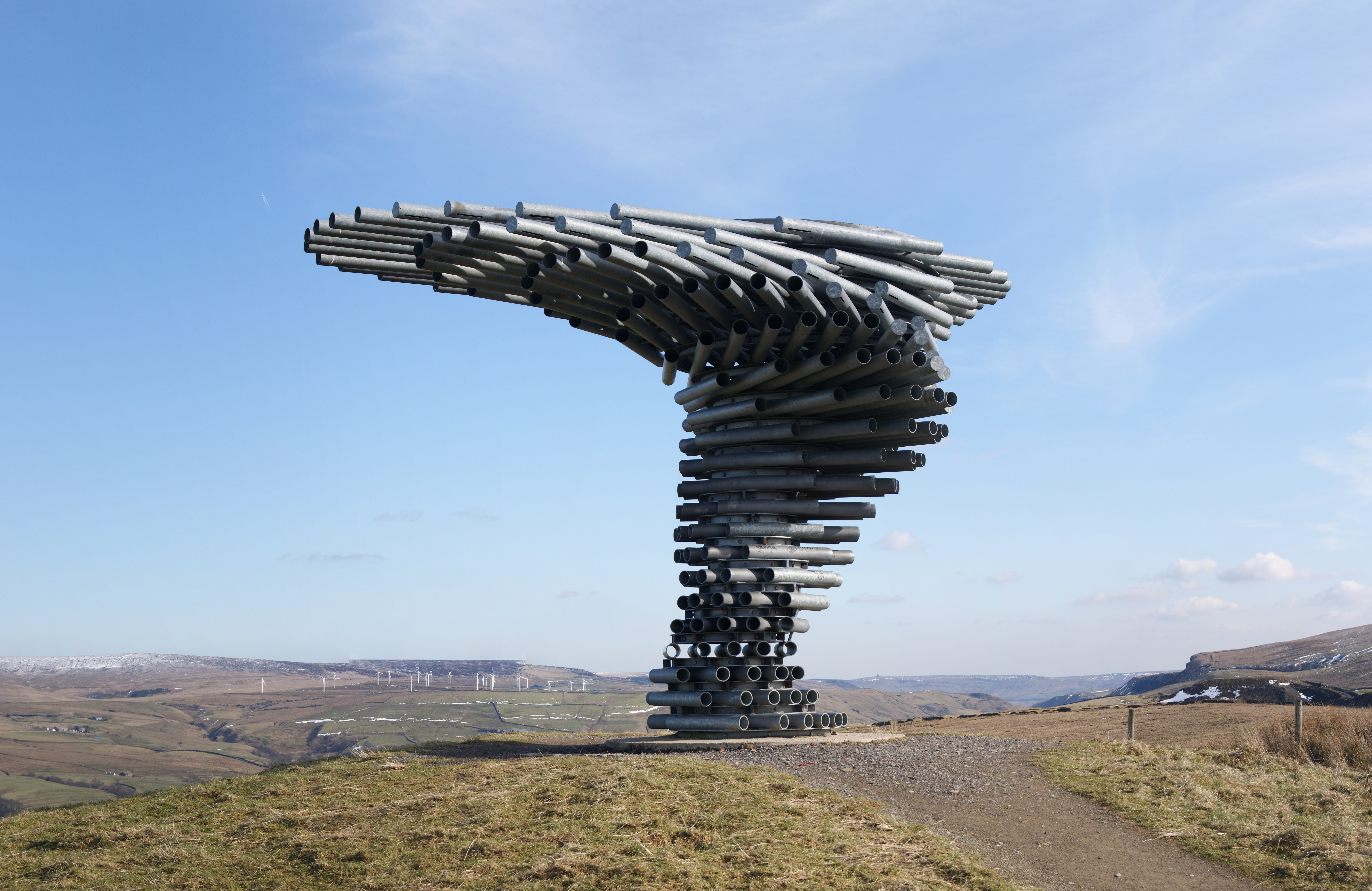
Singing Ringing Tree, surplombant Burnley.

Le Singing Ringing Tree (arbre qui sonne et qui chante) est une éolienne et en même temps une sculpture sonore ressemblant à un arbre, située dans le paysage des Pennines, à 3,5 km au sud du centre-ville de Burnley.
Achevé en 2006, il fait partie de la série de quatre sculptures du projet d'arts et de régénération Panopticons créé par l'East Lancashire Environmental Arts Network (ELEAN). Le projet a été mis en place pour ériger une série de points de repère du XXIe siècle, ou Panopticons (structures offrant une vue globale), à travers l'Est Lancashire comme symboles de la renaissance de la région.
Conçu par les architectes Mike Tonkin et Anna Liu de Tonkin Liu, le «Singing Ringing Tree» est une construction haute de 3 m comprenant des tuyaux en acier galvanisé qui exploitent l'énergie du vent pour produire un son légèrement discordant et pénétrant, couvrant une gamme de plusieurs octaves. Certains des tuyaux sont principalement des éléments structurels et esthétiques, tandis que d'autres ont été coupés dans leur largeur permettant l'émission de sons. Les qualités harmoniques et de chant de l'arbre ont été produites en accordant les tuyaux en fonction de leur longueur, en ajoutant des trous au-dessous de chacun.
En 2007, la sculpture a été l'un des 14 lauréats du prix national du Royal Institute of British Architects (RIBA) pour l'excellence architecturale.

### Towneley Hall

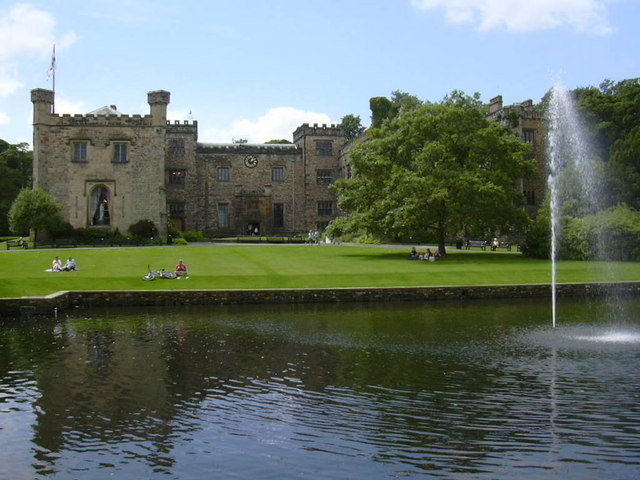
Towneley Hall dans Towneley Park, à la périphérie est de la ville.

Towneley Hall a été la résidence de la famille Towneley pendant plus de 500 ans.
La famille a été influente dans les développements scientifiques, technologiques et religieux des XVII e et  XVIIIe siècles.
La lignée masculine s'est éteinte en 1878. En 1901, l'une des filles, Lady O'Hagan, a vendu la maison avec 25 ha de terres à Burnley Corporation.
L'édifice contient des tenues ecclésiastiques du XVe siècle, provenant de l'Abbaye de Whalley. La chapelle possède un retable finement sculpté, fabriqué à Anvers, vers 1525.

## Personnalités
- Thomas Whittaker (1614-1646), prêtre catholique reconnu comme martyr, est né à Burnley.
- Ian Murray McKellen (1939), acteur/comédien anglais, est né à Burnley.

## Jumelage
- Vitry-sur-Seine (France)